# Walisische Badmintonmeisterschaft 2005
Die Walisische Badmintonmeisterschaft 2005 fand in Wrexham statt. Es war die 53. Austragung der nationalen Titelkämpfe im Badminton in Wales.

## Titelträger
| Disziplin    | Sieger                           |
| ------------ | -------------------------------- |
| Herreneinzel | Paul Le Tocq                     |
| Dameneinzel  | Harriet Johnson                  |
| Herrendoppel | Matthew Hughes Martyn Lewis      |
| Damendoppel  | Robyn Ashworth Harriet Johnson   |
| Mixed        | Matthew Hughes Joanne Muggeridge |